# Domastryjewo
Domastryjewo (do 1945 Domstreichsberg) – niewielka osada w Polsce położona w województwie zachodniopomorskim, w powiecie goleniowskim, w gminie Goleniów, w sołectwie Żdżary,
Położona na lewym i prawym brzegu rzeki Iny, obejmuje część ulicy Ptasiej, stanowiącej fragment miasta Goleniowa, oraz kilka domów przy drodze prowadzącej do Nadrzecza. Domastryjewo leży przy drodze krajowej nr 3 oraz moście na Inie. 
W 2000 roku osadę zamieszkiwało 7 mieszkańców. Znajduje się tutaj kilka domów mieszkalnych, ferma drobiu, stawy. Osadę otaczają tereny leśne i podmokłe. Nieopodal płynie rzeka Ina, która jest szlakiem kajakowym.